# Еко дьо Франс (солунски вестник)
„Еко дьо Франс“ (на френски: L'Echo De France) е вестник на френски език, излизал в Солун, Гърция по време на Първата световна война.
Вестникът е предназначен за френските експедиционни войски на Солунския фронт. Редактиран е от френски военни кореспонденти. Публикува новини от фронта и Солун.